# نيكولاس فيليز
نيكولاس فيليز (بالإسبانية: Nicolás Vélez)‏ (4 يوليو 1990 ببوينس آيرس في الأرجنتين - ) هو لاعب كرة قدم أرجنتيني في مركز الهجوم. لعب مع نادي واريورز وهايدوك سبليت وهوراكان ونورث إيست يونايتد وأتلتيكو سانلوكينو.

## وصلات خارجية
- نيكولاس فيليز على موقع قاعدة بيانات كرة القدم.إي يو (الإنجليزية)
- نيكولاس فيليز على موقع Soccerway.com (الإنجليزية)